# Anaba, Djibouti
Anaba (tiếng Ả Rập: عنابة) là một thị trấn ở vùng Ali Sabieh của Djibouti, cách Thành phố Djibouti 34 km về phía tây nam.

## Địa lý
Anaba nằm trên Quốc lộ 5, với độ cao 400 m so với mực nước biển. Các thị trấn và làng mạc lân cận bao gồm Dasbiyo (24 km), Holhol (5 km) và Goubetto (22 km).
Anaba có khí hậu sa mạc nóng (phân loại khí hậu Köppen Dwb).

## Nhân khẩu
Cư dân thị trấn thuộc nhiều nhóm dân tộc nói ngôn ngữ Phi-Á, với bộ tộc Somali Issa chiếm đa số.